# Ulises Heureaux
Ulises »Lilís« Heureaux, politik iz Dominikanske republike, * 21. oktober 1845, San Felipe de Puerto Plata, † 26. julij 1899, Moca, Espaillat.
Heureaux je med letoma 1882 in 1889 trikrat predsedoval Dominikanski republiki, med časom brez mandata pa je obdržal precej politične moči.  

## Mladost
Rodil se je haitijskemu očetu in materi iz St. Thomasa (enega izmed Deviških otokov). Že zgodaj je poleg španščine govoril še francoščino in angleščino. Po španski zasedbi Dominikanske republike se je pridružil uporniškemu gibanju in postal glavni poročnik generala Luperóna. V obdobju druge samostojne države, ko so bila uporniška gibanja nekaj vsakdanjega, se je Heureaux uveljavil kot eden vodij Modre stranke (šp. Partido Azul). Leta 1876 je lastnoročno poveljeval vstaji, v kateri je bil osvobojen njegov rodni kraj in je omogočila izvolitev Ulisesa Espaillata. Po tem, ko je na oblast še petič prišel avtoritarni Buenaventura Báez in po letu dni tudi odstopil, je Heureaux sodeloval pri strmoglavljenjih naslednjih dveh oblastnikov. 

## Vzpon
Po tem, ko je Luperón leta 1879 postal predsednik, se je umaknil v rodno Puerto Plato, kjer se je uveljavil kot trgovec s tobakom, oblast v Santo Domingu pa je prepustil Heureauxu. 
Leto zatem, natančneje septembra 1880, je predsedniško mesto prevzel rimokatoliški duhovnik Fernando Meriño, v njegovem kabinetu pa je Heaureaux prevzel mesto notranjega ministra. Heaureaxov vpliv na dogajanje za kulisami naj bi bil celo večji od tistega Meriña. Slednji je sicer zaradi nemira, ki so ga povzročali preostali Báezovi podporniki, začasno razveljavil ustavne postopke, a spoštoval pravilo dvoletnega mandata, ki ga je zastavil Luperón ter oblast 1. septembra 1882 predal v roke Heaureauxa. 
1. 1 2  Encyclopædia Britannica